# Astragalus andabilensis
Astragalus andabilensis es una especie de planta del género Astragalus, de la familia de las leguminosas, orden Fabales.
Fue descrita científicamente por Ranjbar & Mahmoudian.